# Dobrowoda (województwo świętokrzyskie)

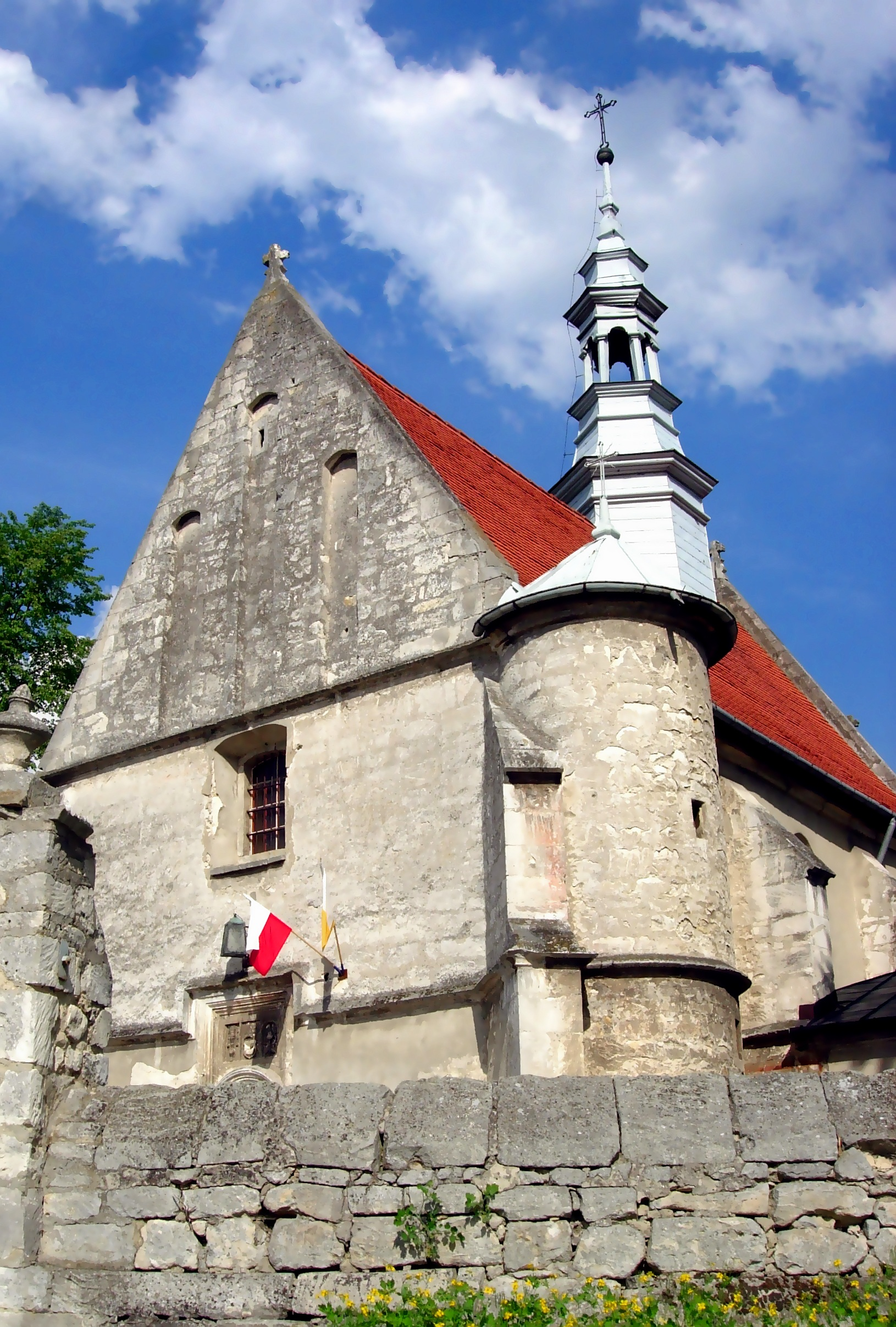
Kościół w Dobrowodzie

Dobrowoda – wieś w Polsce, położona w województwie świętokrzyskim, w powiecie buskim, w gminie Busko-Zdrój.
W latach 1975–1998 miejscowość administracyjnie należała do województwa kieleckiego.
Nazwa pochodzi od występującej tu dobrej jakości wody, w przeciwieństwie do sąsiednich miejscowości, gdzie często wypływa ona już ze źródeł zasiarczona. W średniowieczu wieś była własnością biskupów krakowskich. Hierarchowie mieli tu swój dwór, w którym zatrzymywali się podczas podróży do dóbr w Górach Świętokrzyskich.
W Dobrowodzie znajduje się Szkoła Podstawowa, do której uczęszczają dzieci z kilku okolicznych wiosek.
Miejscowość znajduje się na odnowionej trasie Małopolskiej Drogi św. Jakuba z Sandomierza do Tyńca, która to jest odzwierciedleniem dawnej średniowiecznej drogi do Santiago de Compostela.
W 1956 r. wieś posłużyła za główny plan filmowy „Szkiców węglem”, ekranizacji noweli Henryka Sienkiewicza pod tym samym tytułem. Niektóre sceny kręcono też w nieodległym Radzanowie.
| SIMC    | Nazwa                         | Rodzaj    |
| ------- | ----------------------------- | --------- |
| 0231596 | Dobrowoda Poduchowna          | część wsi |
| 0231604 | Dobrowoda Poduchowna Druga    | część wsi |
| 0231610 | Dobrowoda Poduchowna Pierwsza | część wsi |
| 0231627 | Nowa Dobrowoda                | część wsi |
| 0231633 | Orłowa Góra                   | część wsi |
| 0231640 | Wzory                         | część wsi |

## Historia
Dobrowodę wspomina dokument z 1238 r. wyliczając własności biskupów lubuskich (Kod. W. n. 1088).
Następnie wieś ta przeszła na własność biskupów krakowskich.
W 1345 r. Jan Grot, biskup krakowski, postawił w Dobrowodzie kościół pod wezwaniem św. Marii Magdaleny i jej siostry św. Marty, który uposażył polem, dziesięciną z Dobrowody, Baranowa, Kikowa, Krotowa.
A gdy dotąd wsie Dobrowoda, Baranów, Gadawa, należały do parafii Chotel, Kików do Stopnicy, Radzanów do Buska, odtąd wsie takowe mają należeć do parafii Dobrowoda.
Świadkami tej erekcji, wydanej w Krakowie tegoż 1345 r., byli Bodzanta – dziekan, Zbigniew – prepozyt, Piotr – kantor, Jakub kustosz, kanonicy krakowscy, jak również wiele innych członków Kapituły.
W Dobrowodzie mieli biskupi Krakowscy swoją rezydencję, w której tragicznie zakończyć miał życie w 1382 roku Zawisza z Kurozwęk biskup krakowski.
Tomasz Strzęmpiński, biskup krakowski, dnia 13 września 1460 r. na kilka dni przed śmiercią w zamku Iłżeckim, zwraca kościołowi w Dobrowodzie łan pola, odjęty przez swych poprzedników.
Świadkami przy tym byli: Jan Długosz, senior – jako kustosz wiślicki, kanonik krakowski Piotr Spinek z Bantkowa, dziekan gnieźnieński kanonik kielecki i poznański, Magister Stanisław z Kobylna dr. Dekretów, kantor od św. Florjana za murami miasta Krakowa, Paweł z Beszowy kanonik Wiślicki i Kurzelowski sekretarz kapituły i Stanisław z Sienna, kan. Sandomierski.
Długosz w L. B. (II. 374) kościół w Dobrowodzie nazywa filią kościoła w Chotlu. Baranów należy wówczas do biskupa krakowskiego Gadawa do Jana Feliksa Tarnowskiego, kasztelana wiślickiego, Kików do Marcina Zborowskiego; tegoż pana jest Groczków. Zaś Radzanów (III. 96) należy do Mikołaja Jugoszowskiego herbu Habdank, Łganów (II. 414) do Mszczuja Łganowskiego herbu Pobóg. Z parafii dziesięciny pobierali: pleban dobrowodzki, kustosz wiślicki i kościół Wszystkich Świętych w Krakowie.
Tenże sam Długosz podaje, że murowany kościół w Dobrowodzie wystawił Florian Mokrski biskup krakowski, obrany biskupem w 1367 r. Dn. 4 listopada 1502 r. ks. Józef pleban z Dobrowody i pan Andrzej ze Zborowa, dziedzic, zabezpieczając brata swego rodzonego Piotra Zborowskiego, określają granicę pól plebańskich i powinności z opustoszałej wsi dziedzicznej Groczkowa.

## Zabytki
- Kościół pw. św. Marii Magdaleny[13] – ufundowany w XIV w. przez biskupa krakowskiego Florian z Mokrska, z dobrze zachowanym wnętrzem[12]. Od południa drewniana, gontem kryta dzwonnica[13] i figura św. Jana Nepomucena.
- Kamienna kapliczka z 1610 r. usytuowana na zachód od muru kościelnego
- Figura przydrożna z 1903 r.